# Gyémánt csörgőkígyó
A gyémánt csörgőkígyó (Crotalus adamanteus) a hüllők (Reptilia) osztályának pikkelyes hüllők (Squamata) rendjébe, ezen belül a viperafélék (Viperidae) családjába tartozó faj.

## Előfordulása
A gyémánt csörgőkígyó Észak-Amerika délkeleti részén honos Észak-Karolinától Florida déli csücskéig, nyugaton pedig a Mexikói-öböl partvidéke mentén Louisiana délkeleti részéig. Ez a faj kedveli a hegyvidéki fenyőerdőket, fenyő- és pálmaligeteket, homokdűnéket, mocsarakat. Egyes helyeken a gyémánt csörgőkígyók a georgiai üregteknős által készített odúkban húzódnak meg a meleg nyári napokon és a teleket is itt vészelik át.

## Megjelenése

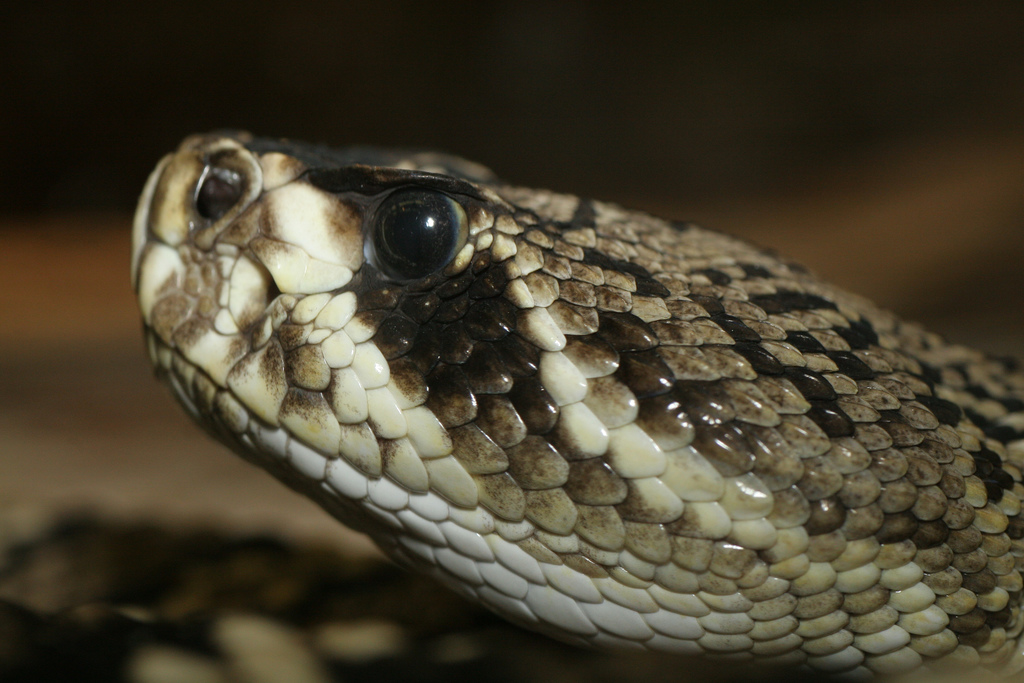
A gyémánt csörgőkígyó feje

A gyémánt csörgőkígyó a texasi csörgőkígyó mellett a legnagyobb és legnehezebb faj a nemen belül. A legnagyobb ismert példány 2,4 méter hosszúságú és 15,4 kilogramm tömegű volt. Az átlagos hosszúságuk 1,1 és 1,7 méter között van, tömegük pedig kb. 2,3 kilogramm. Kivételes esetben a tömegük meghaladhatja az 5,12 kilogrammot.
A faj mintázata barna, barnásszürke vagy olajzöld alapon 24-35 sötétbarna vagy fekete gyémánt alakú folt, némileg világosabb középponttal. A has sárgás színű sötét foltokkal az oldalak mentén. A fejen fehér és sötétbarna sávok váltakoznak.

## Életmódja
Ez a faj napközben általában földalatti üregekben rejtőzik, és kora reggel vagy késő délután kezd aktívvá válni. Ilyenkor a napon sütkérezik, hogy kellőképpen felmelegedjen az esti vadászat előtt. A gyémánt csörgőkígyó aktívan és lesben állva is vadászik. A zsákmányállatai főként nyulak és rizspatkányok (Oryzomys), de a madarak is megtalálhatóak az étrendjében. A kígyó miután megmarta a prédát, szabadon engedi azt és a szagnyomát követi. A fiatal példányok egerekkel és gyíkokkal táplálkoznak. Ha fenyegetve érzi magát, akkor a faj a csörgőjével jelez. Azonban az egyedenként változó, hogy milyen közel engedi a betolakodót (egyes példányok már 6-9 méteres távolságból csörögnek). Közvetlen veszély esetén a csörgőkígyó S-alakúvá görbíti teste elülső felét, és felkészül a marásra. A testhossza harmadának megfelelő távolságra is ki tud csapni ebből a testhelyzetből. Azonban ha esélyt kap rá, a kígyó inkább visszavonul a támadás helyett. De ritka estekben, ha meglepetésszerű támadás éri a fajt, akár figyelmeztető csörgés nélkül is odamar. A fiatal példányokra a ragadozó madarak és más kígyók jelentik a legnagyobb veszélyt. A gyémánt csörgőkígyó kiváló úszó, de képes fára is mászni.

## Szaporodása
A gyémánt csörgőkígyó, akárcsak a többi faj a Crotalus nemből, tojással szaporodik. A vemhesség 6-7 hónapig tart, és átlagosan 12 utód jön a világra. Habár az utódok néhány órát, esetleg  néhány napot az anyával maradnak, az életben maradási esélyük elég alacsony. A frissen kikelt példányok hossza 30-36 centiméter, és hasonló a megjelenésük a felnőtt egyedekéhez, kivéve hogy a faruk végén egy apró képződmény van a csörgő helyett.

## Természetvédelmi helyzete
A faj jelenleg nem veszélyeztetett, de az élőhelyének elvesztése, az emberi terjeszkedés és a vadászat miatt az egyedszáma csökkenőben van.

## Fogságban
A gyémánt csörgőkígyó akár húsz évig is élhet, de a vadonban általában alacsonyabb a faj várható élettartama.
A felnőttként befogott példányok tartása sokkal nehezebb, mint a fogságban születetteké. A fogságban tartott példányok száraz és jól szellőző terráriumot igényelnek búvóhellyel és 23-27  ℃-os hőmérséklettel.

## Mérge
Bár nem kifejezetten agresszív, a gyémánt csörgőkígyó az egyik legveszélyesebb észak-amerikai kígyófaj. Mérge a szöveteket roncsolja és erős vérzést okoz. Szerencsére van hatékony ellenméreg.

## Fordítás
- Ez a szócikk részben vagy egészben  a   Crotalus adamanteus című angol Wikipédia-szócikk ezen változatának fordításán alapul.  Az eredeti cikk szerkesztőit annak laptörténete sorolja fel. Ez a jelzés csupán a megfogalmazás eredetét és a szerzői jogokat jelzi, nem szolgál a cikkben szereplő információk forrásmegjelöléseként.